# سیم سیتی
سیم سیتی یک سری بازی ویدئویی شهرسازی غیرخطی است که در ابتدا توسط ویل رایت طراحی شد. عنوان سیم‌سیتی، که نخستین بازی از این سری بود، در سال ۱۹۸۹ توسط ماکسیس منتشر شد. موفقیت سیم‌سیتی منجر به خلق دنبالی‌های متعددی برای آن و بازی‌های بسیاری بر اساس این بازی شد که از جملهٔ آن‌ها می‌توان به عرضهٔ بازی سیمز در سال ۲۰۰۰، که خود به یک بازی رایانه‌ای پرفروش و فرانشیز تبدیل شد، اشاره کرد.